# Dumbrăvița, Iași
Dumbrăvița este un sat în comuna Ruginoasa din județul Iași, Moldova, România.
Localitatea este cunoscută pentru tradiția luptei dintre tinerii din dealul satului și cei din vale. Obiceiul are loc în fiecare zi de 31 decembrie, de cel puțin 200 de ani, cu menirea de a alunga relele.